# Муха в супата
Муха в супата е българско кулинарно риалити по лиценз на американското риалити Rat in the Kitchen. Стартира на 26 май 2025 г. по Нова телевизия. Водещ е актьорът Иво Аръков, а жури е шеф-готвачът Иван Манчев.

## Формат
Шест известни личности, сменящи се всяка седмица, се разделят на 2 или 3 отбора. Всеки отбор трябва да приготви по едно ястие. Един от участниците обаче играе ролята на "муха" и целта му е да саботира колкото се може повече ястия. След това участниците заедно решават кое ястие на каква сума да се оцени, като сумите са съответно 200, 300 и 500 лева, или 300 и 700 лева. Шефът дегустира и казва дали одобрява (палец нагоре) или не одобрява (палец надолу) ястието. Ако го одобри, сумата, на която е оценено, се прибавя в касата на отбора. Ако ли не, сумата се прибавя в касата на мухата. Накрая всички участници гласуват кой според тях е мухата, а накрая шефът обявява коя е. Ако мнозинството (4 или повече) познае коя е мухата, останалите петима от отбора си разделят всичките 1000 лева. Ако не познае, мухата спечелва за себе си парите в касата си.

## Сезони
| Сезон | Сезон | Епизоди | Година | Старт  | Финал  |
| ----- | ----- | ------- | ------ | ------ | ------ |
|       | 1     | 35      | 2025   | 26 май | 11 юли |